# Малая Березянка
Ма́лая Бере́зянка (укр. Мала Березянка) — село, входит в Таращанский район Киевской области Украины.
Население по переписи 2001 года составляло 395 человек. По состоянию на 2022 год наличное население: 273 человека. Почтовый индекс — 09542. Телефонный код — 4566. Занимает площадь 2,402 км². Код КОАТУУ — 3224486902.

## Местный совет
09541, Київська обл., Таращанський р-н, с.Станишівка

## Известные жители
- Всеволод Владимирович Крестовский (11 [23] февраля 1839 - 18 (30) января 1895) — русский поэт и прозаик, литературный критик; отец писательницы М. В. Крестовской (в замужестве Картавцева) и скульптора И. В. Крестовского, дед художника Ярослава Крестовского.